# Megaloastia mainae
Genre
Espèce
Megaloastia mainae, unique représentant du genre Megaloastia, est une espèce d'araignées aranéomorphes de la famille des Salticidae.

## Distribution
Cette espèce est endémique du Kimberley en Australie-Occidentale,. Elle se rencontre vers le mont Trafalgar, King Cascade et Larryoo.

## Description
La carapace du mâle holotype mesure 5,01 mm de long sur 4,56 mm et l'abdomen 6,08 mm de long et la carapace de la femelle paratype mesure 4,25 mm de long sur 3,49 mm et l'abdomen 4,86 mm de long.

## Étymologie
Cette espèce est nommée en l'honneur de Barbara York Main.

## Publication originale
- Żabka, 1995 : Salticidae (Arachnida: Araneae) of Oriental, Australian and Pacific regions, XI. A new genus of Astieae from Western Australia. Records of the Western Australian Museum di Perth, Suplement vol. 52, p. 159-164 (texte intégral).